# 電子国土基本図

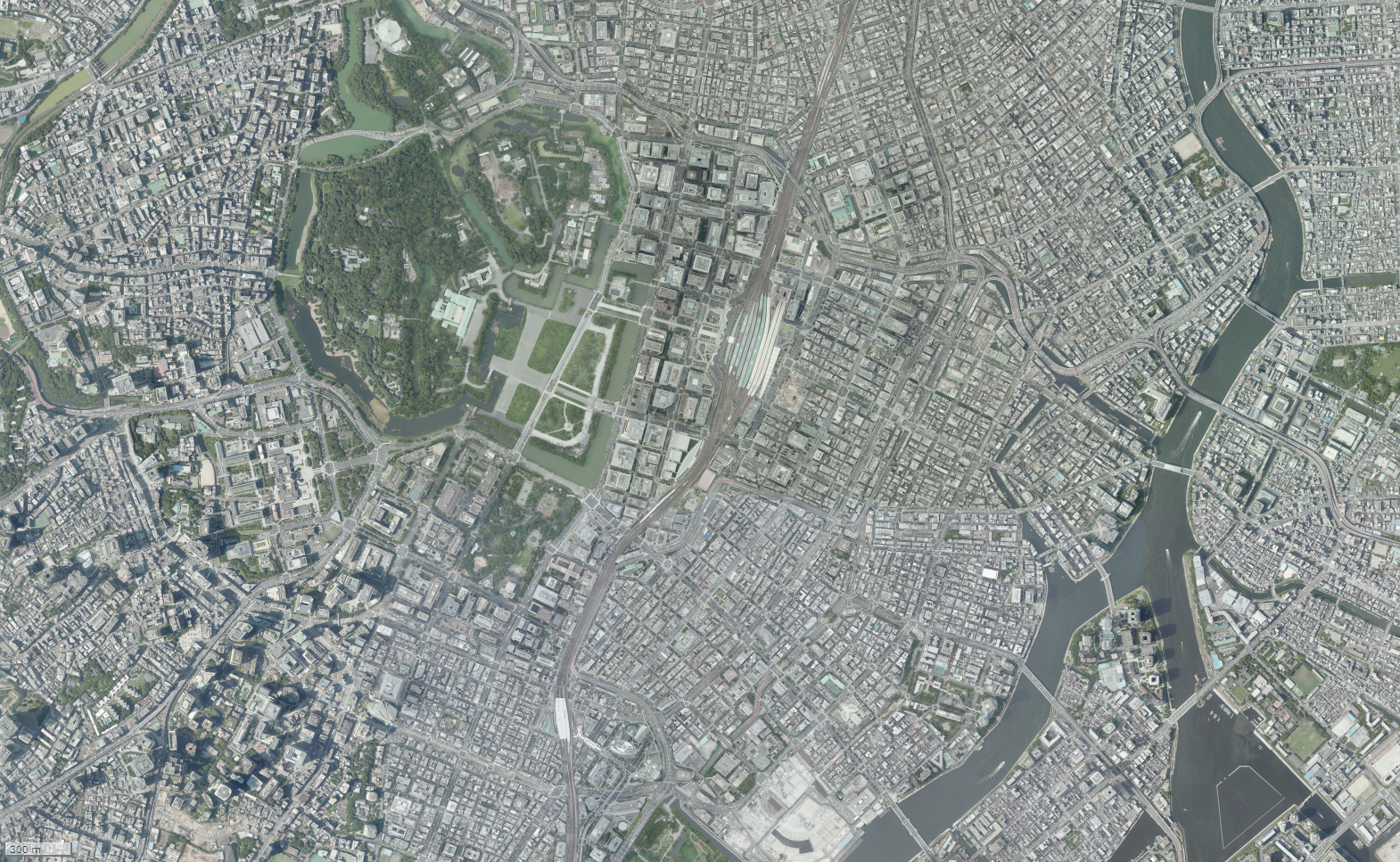
電子国土基本図（オルソ画像）の例（国土地理院作成。東京駅周辺）

電子国土基本図（でんしこくどきほんず）とは、日本の国土の現況を統一した規格で表し、様々な地図の基礎となるデジタル形式の基本図である。電子国土基本図は、「地図情報」、「オルソ画像」、「地名情報」の3種類の情報から成る。
電子国土基本図は、国家座標に整合するとともに、公的機関等で登録・公開され、様々な場面で参照される、人、法人、土地、建物、資格等の社会の基本データであり、正確性や最新性が確保された社会の基盤となるデータベース（ベース・レジストリ； デジタル社会形成基本法第31条に規定する「公的基礎情報データベース」）に位置付けられている。
2025年（令和7年）6月10日には、第1.1版として取りまとめられた、国や地方公共団体、指定公共機関等の災害対応機関が共有すべき特に重要な災害情報項目である「災害対応基本共有情報」 (EEI) として位置付けられることとなった。

## 電子国土基本図（地図情報）
道路、建物などの電子地形図上の位置の基準である項目（基盤地図情報の項目）と植生、崖、岩、構造物などの土地の状況を表す項目を一つにまとめた、日本の国土全域をカバーする基本的なベクトル形式の地図情報である。
都市域では縮尺2500分1相当以上、その他の地域では縮尺25000分1相当以上の位置精度で整備しており、それらの情報を基に小縮尺地図の整備も行っているほか、共通に使える白地図として、ハザードマップや各種地図の基となる情報として広く使われている。
2023年（令和5年）2月28日に発表された日本全国の島の数の計数に当たっては、2022年（令和4年）1月時点のデータが用いられた。

## 電子国土基本図（オルソ画像）
オルソ画像により、空中写真をゆがみのない画像に変換し正しい位置情報を付与することで、様々な地理空間情報と重ね合わせることができるようにした画像情報である。

## 電子国土基本図（地名情報）
地域や場所の名称を表す地名（居住地名や自然地名など）について、位置情報を付与し、地理空間情報を利活用する上で検索の鍵として使えるようにした情報である。